# 本予算
本予算（ほんよさん）とは、一会計年度の年間予算として年度当初に成立した予算。当初予算（とうしょよさん）とも。
国家財政の場合、財務大臣は予算案を作成し閣議の決定の後、内閣として国会に提出し、国会の承認を受けたうえで成立する。通常、8月末に各省から提出された概算要求を財務省が査定して年末までに財務省原案として作成し、復活折衝を経て政府案を決定する。この政府予算案を1月中に国会へ提出し、3月末日までに成立するようにする(財政法第16条～第28条）。
地方自治体の場合は、地方公共団体の長(都道府県知事、市町村長）は、会計年度(4月1日～翌年3月31日）予算を調整し、年度開始前に、議会の議決を経なければならない。この場合、遅くとも年度開始前、都道府県知事及び政令指定都市の長にあっては30日、その他の市及び町村にあっては20日までに予算を議会に提出しなければならない(地方自治法第211条 第1項）。